# Legífero
Legífero (em latim: legiferus) ou homem de leis (em sueco: lagman; em sueco antigo: laghmaþer ou laghman; em norueguês: lagmann; em islandês: lög(sögu)maður; em inglês: lawspeaker, pl. lagmän) foi um ofício legal particular da Escandinávia e da Islândia. Dois dos maiores legíferos foram o islandês Snorri Sturluson e o sueco Torgny, o Legífero.

## História
A função de legífero tem sua base em uma antiga tradição germânica comum, na qual se pedia a homens sábios que recitassem as leis, mas foi apenas na Escandinávia que a função evoluiu até um ofício. Na Suécia, inicialmente, antes de existirem as leis provinciais escritas, o legífero tinha a função de memorizar e recitar as leis na tings (assembleias de homens livres), assim como explicar como deviam ser aplicada essas mesmas leis quando havia conflitos de carácter jurídico.
Mais tarde, com a unificação das províncias históricas sob a autoridade de um rei, cada uma dessas províncias tinha um lagman próprio nomeado pelo dito rei, sob proposta de uma comissão provincial. Atualmente o termo é usado na Suécia para designar o chefe de um tribunal de 1.ª instância (em sueco: Tingsrätt).